# شارع الاستقلال (اسطنبول)

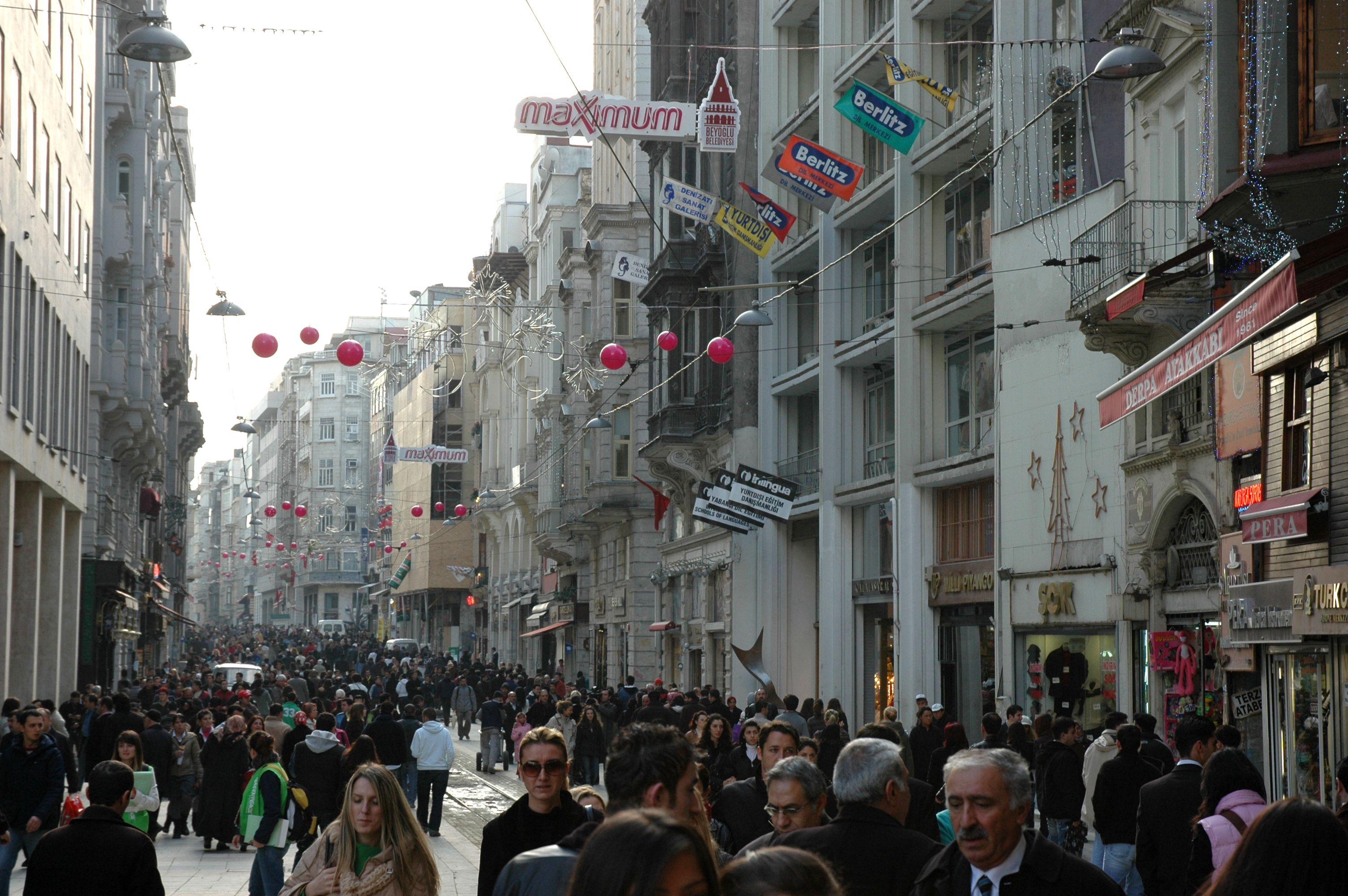

جادة الاستقلال (بالتركية: İstiklâl Caddesi)‏ أو شارع الاستقلال، شارع من أشهر شوارع إسطنبول، يزوره يومياً ما يقارب ثلاثة ملايين شخص،[بحاجة لمصدر] طولة تقريبا ثلاثة كيلومتر، ويحتوي الكثير من المباني الأثرية ومحلات ملابس ومعارض ومكتبات وسينمات وملاهي الليلية، كما يخترقه مترو قديم أقيم منذ العهد العثماني. ويضم الشارع أيضا العديد من السفارات والقنصليات مثل القنصلية الأمريكية والفرنسية واليونانية والبريطانية.
وهذا الشارع كان نقطة الانطلاق لمشروع تغريب تركيا الذي بدأ في عهد السلطان عبد المجيد، حيث زاره الرحالة الفرنسي جيرار دي نيرفال سنة 1843 م، وقال إنه ليس في حاجة إلى مترجم حين يدخل شارع الاستقلال لأن الكل هناك يتكلم الفرنسية.

## تفجير إسطنبول
- في مارس 2016 حصل انفجار انتحاري في الشارع ادى إلى وفاة العديد واصابات في الشارع من جنسيات مختلفة.

- في 13 نوفمبر 2022 حدث انفجار في الشارع أدى إلى وفاة 6 أشخاص وجرح 81 آخرين.

## وصلات خارجية
- فيديو حول شارع الاستقلال